# Atticus von Konstantinopel
Atticus von Konstantinopel (altgriechisch Ἀττικός Attikós; * in Sebaste in Armenia; † 10. Oktober 425 in Konstantinopel) war von März 406 bis zu seinem Tod als Nachfolger von Arsacius von Tarsus (404–405) und Vorgänger von Sisinnius I. (426–427) Erzbischof von Konstantinopel. In seiner Amtszeit jährte sich das Erste ökumenische Konzil von Nicäa zum 100. Mal.
Obwohl seine theologische Ausbildung mittelmäßig war und er auch kein rednerisches Talent besaß, hatte Atticus sowohl am Kaiserhof als auch in der Bevölkerung Rückhalt. Bevor er zum Patriarchen aufstieg, war er Presbyter in Antiochia gewesen. Bei der berüchtigten „Eichensynode“ 403 (Synodus ad quercum, so benannt nach einem kaiserlichen Landgut bei Chalcedon) stellte er sich gegen Johannes Chrysostomos, der gestürzt wurde:  sein Eintreten für die Origenisten war ihm zum Verhängnis geworden. Als Patriarch ging Atticus zunächst weiter gegen die Anhänger des Chrysostomos vor, war jedoch schließlich bereit, den Namen des mittlerweile verstorbenen Chrysostomos wieder in die Diptychen der Ortskirchen einzusetzen. Erhalten ist seine Korrespondenz mit Kyrill von Alexandria, in der er sein Vorgehen erläuterte.
Kaiser Theodosius II. sagte Atticus zu, dass Bischofsernennungen in Kleinasien nur mit Zustimmung des Patriarchen von Konstantinopel erfolgen dürften. Es gelang Atticus nicht, auch das Illyricum unter seine Jurisdiktion zu bringen. Auf dem Konzil von Ephesos 431 wie auch auf dem Konzil von Chalcedon 451 wurde Atticus für seine Orthodoxie gelobt. Er hatte diese unter Beweis gestellt, indem er gegen die Messalianer vorging und Caelestius wegen seiner pelagianischen Positionen aus der Hauptstadt verwies.
Atticus von Konstantinopel wird in der orthodoxen Kirche als Heiliger verehrt (8. Januar, 11. Oktober).